# Powstanie rojalistów w Szkocji
Powstania rojalistyczne w Szkocji 1648-1654 były kontynuacją wojny domowej z lat 1644-1645.

## Wstęp
Po zakończeniu walk w latach 1644-1645 Karol I podjął rozmowy z parlamentem angielskim. Zwolennicy Covenantu starali się załatwić pozytywnie polityczne i religijne warunki traktatu, nie udało im się jednak ustanowić prezbiterianizmu jako religii państwowej. Obawiali się także tego, że zwolennicy parlamentu mogą zagrozić szkockiej niepodległości. Wielu z nich uważało, że pod rządami parlamentu, kraj przekształci się w prowincję angielską.
Sytuacja ta spowodowała że, prezbiterianie dowodzeni przez Jamesa Hamiltona 1 księcia Hamilton, wysłali w roku 1648 do Anglii swoje wojska, które miały za zadanie przywrócenie tronu dla Karola I. Wojska te zostały jednak pobite przez New Model Army Olivera Cromwella w bitwie pod Preston. Akcja Szkotów wywołała wybuch krótkiej wojny domowej wśród zwolenników Covenantu. Radykalniejsi prezbiterianie pod wodzą Earla of Argyll podjęli walkę z główną armią Szkocką pod wodzą Davida Leslie. Obie grupy starły się we wrześniu 1648 r. w bitwie pod Stirling, po której zawarto pokój.
W roku 1649 parlament kadłubowy nakazał stracić Karola I oraz Jamesa Hamiltona, pojmanego w bitwie pod Preston. W tej sytuacji w Szkocji główną siłą pozostali najbardziej radykalni prezbiterianie. 

## Porażka i śmierć Jamesa Grahama
W czerwcu 1649 r. Karol II ustanowił Jamesa Grahama 1 Markiza of Montrose na głównodowodzącego siłami w Szkocji. Rozpoczął też oficjalne rozmowy z radykalnymi prezbiterianami. Chcąc pozyskać dla siebie tron Karol II gotowy był pójść na daleko idące ustępstwa na rzecz zwolenników Covenantu. W marcu 1650 r. markiz Montrose wylądował w Orkney, przejmując dowodzenie nad niewielkimi oddziałami, składającymi się przeważnie z żołnierzy z kontynentu europejskiego, wysłanych mu jako wsparcie. Podczas marszu przez kraj markiz daremnie starał się przeciągnąć na swoją stronę miejscowe klany. Dnia 27 kwietnia Graham został zaskoczony i pobity przez przeciwników w bitwie pod Carbisdale w Ross-Shire. Po krótkiej podróży, markiz poddał się w końcu siłom Macleoda of Assynt. Jako jeniec został przewieziony do Edynburga, gdzie dnia 20 maja parlament skazał go na karę śmierci. Dzień później markiz został powieszony.

## Powstania rojalistów 1651-1654
W latach 1651–1654 doszło do wybuchu powstań rojalistów w Szkocji. Ostatnią twierdzą, która wpadła w maju 1652 r. w ręce wojsk parlamentu był Dunnottar Castle. Mimo to Szkoci uzyskali 30 miejsc w zjednoczonym parlamencie, a generał Monck został mianowany gubernatorem militarnym w Szkocji. Sprawował on też władzę nad angielskimi wojskami stacjonującymi w Szkocji. 
Nieliczni rojaliści schronili się w rejonie Highland, gdzie w latach 1653-1655 doszło do wybuchu nowego powstania Rojalistów. Po wysłaniu w ten rejon 6000 żołnierzy angielskich powstanie zostało zdławione. Po upadku powstania Monck wybudował linię fortów wzdłuż całego obszaru Highlands m.in. w Inverness. W kraju zapanowało bezprawie. Dochodziło do rabunków dokonywanych przez bandy tzw. Mosstrooper, byłych szkockich żołnierzy atakujących także rodzimą ludność. 
Po śmierci Cromwella w roku 1658, Monck uznał restaurację Karola II, jako najkorzystniejszą dla obrony interesów państwa. W roku 1660 na czele swoich sił pomaszerował na południe Szkocji, gdzie zamierzał pomóc w przywróceniu monarchii. Po przywróceniu restauracji Stuartów, wiele problemów pozostało jednak nierozwiązanych. Sytuacja ta doprowadziła do wybuchu jakobickiego powstania w roku 1688.